# Wereldkampioenschap superbike van Valencia 2001
Het wereldkampioenschap superbike van Valencia 2001 was de eerste ronde van het wereldkampioenschap superbike en het wereldkampioenschap Supersport 2001. De races werden verreden op 11 maart 2001 op het Circuit Ricardo Tormo Valencia nabij Cheste, Spanje.

## Superbike

### Race 1
Robert Ulm werd gediskwalificeerd omdat zijn motorfiets niet voldeed aan de technische reglementen.
| Pos | Nr  | Rijder              | Constructeur | Rondes | Tijd              | Grid | Punten |
| --- | --- | ------------------- | ------------ | ------ | ----------------- | ---- | ------ |
| 1   | 3   | Troy Corser         | Aprilia      | 23     | 37:17.253         | 1    | 25     |
| 2   | 21  | Troy Bayliss        | Ducati       | 23     | +3.609            | 6    | 20     |
| 3   | 155 | Ben Bostrom         | Ducati       | 23     | +3.695            | 5    | 16     |
| 4   | 55  | Régis Laconi        | Aprilia      | 23     | +6.680            | 2    | 13     |
| 5   | 6   | Gregorio Lavilla    | Kawasaki     | 23     | +11.570           | 10   | 11     |
| 6   | 1   | Colin Edwards       | Honda        | 23     | +22.708           | 3    | 10     |
| 7   | 4   | Pierfrancesco Chili | Suzuki       | 23     | +25.319           | 11   | 9      |
| 8   | 5   | Akira Yanagawa      | Kawasaki     | 23     | +25.554           | 20   | 8      |
| 9   | 19  | Hitoyasu Izutsu     | Kawasaki     | 23     | +29.739           | 9    | 7      |
| 10  | 24  | Stéphane Chambon    | Suzuki       | 23     | +53.040           | 21   | 6      |
| 11  | 99  | Steve Martin        | Ducati       | 23     | +56.667           | 14   | 5      |
| 12  | 22  | Lucio Pedercini     | Ducati       | 23     | +1:00.769         | 17   | 4      |
| 13  | 20  | Marco Borciani      | Ducati       | 23     | +1:00.771         | 15   | 3      |
| 14  | 7   | Juan Borja          | Yamaha       | 23     | +1:01.797         | 19   | 2      |
| 15  | 25  | Javier Rodríguez    | Honda        | 23     | +1:21.897         | 27   | 1      |
| 16  | 37  | Frédéric Protat     | Ducati       | 23     | +1:28.371         | 29   |        |
| 17  | 23  | Jiří Mrkývka        | Ducati       | 23     | +1:29.002         | 30   |        |
| 18  | 51  | Martin Craggill     | Ducati       | 22     | +1 ronde          | 23   |        |
| 19  | 34  | Giuliano Sartoni    | Ducati       | 22     | +1 ronde          | 32   |        |
| 20  | 38  | Johann Wolfsteiner  | Kawasaki     | 21     | +2 ronden         | 31   |        |
| DNF | 11  | Rubén Xaus          | Ducati       | 13     | Ongeluk           | 8    |        |
| DNF | 46  | Mauro Sanchini      | Ducati       | 13     | Uitgevallen       | 24   |        |
| DNF | 31  | Michele Malatesta   | Kawasaki     | 12     | Uitgevallen       | 22   |        |
| DNF | 35  | Giovanni Bussei     | Ducati       | 8      | Uitgevallen       | 16   |        |
| DNF | 41  | Ludovic Holon       | Kawasaki     | 6      | Ongeluk           | 25   |        |
| DNF | 52  | James Toseland      | Ducati       | 6      | Ongeluk           | 12   |        |
| DNF | 8   | Tadayuki Okada      | Honda        | 6      | Uitgevallen       | 7    |        |
| DNF | 36  | Broc Parkes         | Ducati       | 5      | Uitgevallen       | 18   |        |
| DNF | 39  | Thierry Mulot       | Ducati       | 5      | Uitgevallen       | 28   |        |
| DNF | 27  | Bertrand Stey       | Honda        | 4      | Uitgevallen       | 26   |        |
| DNF | 100 | Neil Hodgson        | Ducati       | 3      | Ongeluk           | 4    |        |
| DSQ | 33  | Robert Ulm          | Ducati       | 23     | Gediskwalificeerd | 13   |        |

### Race 2
| Pos | Nr  | Rijder              | Constructeur | Rondes | Tijd        | Grid | Punten |
| --- | --- | ------------------- | ------------ | ------ | ----------- | ---- | ------ |
| 1   | 3   | Troy Corser         | Aprilia      | 23     | 37:15.171   | 1    | 25     |
| 2   | 21  | Troy Bayliss        | Ducati       | 23     | +5.122      | 6    | 20     |
| 3   | 6   | Gregorio Lavilla    | Kawasaki     | 23     | +9.307      | 10   | 16     |
| 4   | 1   | Colin Edwards       | Honda        | 23     | +19.271     | 3    | 13     |
| 5   | 100 | Neil Hodgson        | Ducati       | 23     | +23.513     | 4    | 11     |
| 6   | 5   | Akira Yanagawa      | Kawasaki     | 23     | +24.543     | 20   | 10     |
| 7   | 4   | Pierfrancesco Chili | Suzuki       | 23     | +31.243     | 11   | 9      |
| 8   | 11  | Rubén Xaus          | Ducati       | 23     | +36.284     | 8    | 8      |
| 9   | 52  | James Toseland      | Ducati       | 23     | +46.004     | 12   | 7      |
| 10  | 24  | Stéphane Chambon    | Suzuki       | 23     | +47.521     | 21   | 6      |
| 11  | 20  | Marco Borciani      | Ducati       | 23     | +48.116     | 15   | 5      |
| 12  | 33  | Robert Ulm          | Ducati       | 23     | +50.226     | 13   | 4      |
| 13  | 36  | Broc Parkes         | Ducati       | 23     | +51.699     | 18   | 3      |
| 14  | 7   | Juan Borja          | Yamaha       | 23     | +57.828     | 19   | 2      |
| 15  | 22  | Lucio Pedercini     | Ducati       | 23     | +1:13.812   | 17   | 1      |
| 16  | 25  | Javier Rodríguez    | Honda        | 23     | +1:22.367   | 27   |        |
| 17  | 46  | Mauro Sanchini      | Ducati       | 23     | +1:22.370   | 24   |        |
| 18  | 37  | Frédéric Protat     | Ducati       | 23     | +1:26.238   | 29   |        |
| 19  | 27  | Bertrand Stey       | Honda        | 23     | +1:28.090   | 26   |        |
| 20  | 23  | Jiří Mrkývka        | Ducati       | 23     | +1:28.445   | 30   |        |
| 21  | 38  | Johann Wolfsteiner  | Kawasaki     | 22     | +1 ronde    | 31   |        |
| 22  | 51  | Martin Craggill     | Ducati       | 22     | +1 ronde    | 23   |        |
| DNF | 99  | Steve Martin        | Ducati       | 16     | Uitgevallen | 14   |        |
| DNF | 41  | Ludovic Holon       | Kawasaki     | 15     | Uitgevallen | 25   |        |
| DNF | 34  | Giuliano Sartoni    | Ducati       | 9      | Ongeluk     | 32   |        |
| DNF | 155 | Ben Bostrom         | Ducati       | 7      | Uitgevallen | 5    |        |
| DNF | 35  | Giovanni Bussei     | Ducati       | 4      | Ongeluk     | 16   |        |
| DNF | 19  | Hitoyasu Izutsu     | Kawasaki     | 2      | Ongeluk     | 9    |        |
| DNF | 39  | Thierry Mulot       | Ducati       | 2      | Ongeluk     | 28   |        |
| DNF | 31  | Michele Malatesta   | Kawasaki     | 0      | Ongeluk     | 22   |        |
| DNF | 8   | Tadayuki Okada      | Honda        | 0      | Ongeluk     | 7    |        |
| DNF | 55  | Régis Laconi        | Aprilia      | 0      | Ongeluk     | 2    |        |

## Supersport
| Pos | Nr | Rijder               | Constructeur | Rondes | Tijd           | Grid | Punten |
| --- | -- | -------------------- | ------------ | ------ | -------------- | ---- | ------ |
| 1   | 7  | Pere Riba            | Honda        | 23     | 38:40.558      | 2    | 25     |
| 2   | 12 | Piergiorgio Bontempi | Yamaha       | 23     | +3.410         | 3    | 20     |
| 3   | 4  | Christian Kellner    | Yamaha       | 23     | +3.643         | 9    | 16     |
| 4   | 37 | Katsuaki Fujiwara    | Suzuki       | 23     | +3.976         | 4    | 13     |
| 5   | 11 | Kevin Curtain        | Honda        | 23     | +14.357        | 17   | 11     |
| 6   | 5  | Karl Muggeridge      | Suzuki       | 23     | +19.039        | 5    | 10     |
| 7   | 14 | Christophe Cogan     | Yamaha       | 23     | +19.913        | 8    | 9      |
| 8   | 22 | Vittoriano Guareschi | Ducati       | 23     | +20.416        | 10   | 8      |
| 9   | 9  | Fabrizio Pirovano    | Suzuki       | 23     | +20.679        | 14   | 7      |
| 10  | 15 | Werner Daemen        | Yamaha       | 23     | +21.895        | 6    | 6      |
| 11  | 8  | Andrew Pitt          | Kawasaki     | 23     | +21.950        | 22   | 5      |
| 12  | 2  | Paolo Casoli         | Yamaha       | 23     | +23.030        | 11   | 4      |
| 13  | 16 | Christer Lindholm    | Yamaha       | 23     | +23.613        | 15   | 3      |
| 14  | 65 | Jan Hanson           | Yamaha       | 23     | +23.709        | 21   | 2      |
| 15  | 99 | Fabien Foret         | Honda        | 23     | +25.697        | 1    | 1      |
| 16  | 25 | Markus Barth         | Honda        | 23     | +34.533        | 20   |        |
| 17  | 18 | Cristiano Migliorati | Ducati       | 23     | +34.978        | 24   |        |
| 18  | 19 | Agustín Escobar      | Yamaha       | 23     | +35.269        | 26   |        |
| 19  | 31 | Vittorio Iannuzzo    | Suzuki       | 23     | +35.968        | 25   |        |
| 20  | 6  | Iain MacPherson      | Kawasaki     | 23     | +38.768        | 19   |        |
| 21  | 17 | Ivan Clementi        | Yamaha       | 23     | +41.366        | 28   |        |
| 22  | 35 | Stefano Cruciani     | Yamaha       | 23     | +47.290        | 23   |        |
| 23  | 26 | Ivan Goi             | Honda        | 23     | +47.907        | 31   |        |
| 24  | 28 | Sébastien Le Grelle  | Honda        | 23     | +50.286        | 27   |        |
| 25  | 32 | Alex Gobert          | Honda        | 23     | +56.404        | 29   |        |
| DNF | 1  | Jörg Teuchert        | Yamaha       | 15     | Schade ongeluk | 7    |        |
| DNF | 21 | Chris Vermeulen      | Honda        | 14     | Ongeluk        | 13   |        |
| DNF | 44 | Antonio Carlacci     | Ducati       | 13     | Uitgevallen    | 16   |        |
| DNF | 23 | Dean Thomas          | Ducati       | 11     | Ongeluk        | 18   |        |
| DNF | 69 | James Whitham        | Yamaha       | 8      | Schade ongeluk | 12   |        |
| DNF | 30 | Alex Hervas          | Yamaha       | 4      | Uitgevallen    | 30   |        |
| DNF | 29 | Eduard Ullastres     | Yamaha       | 0      | Ongeluk        | 32   |        |
| DNS | 36 | Ivan Mengozzi        | Ducati       | 0      | Niet gestart   | 33   |        |
| DNS | 86 | Matteo Campana       | Ducati       | 0      | Niet gestart   | 34   |        |

## Tussenstanden na wedstrijd

### Superbike
| Pos | Nr | Rijder           | Team     | Punten |
| --- | -- | ---------------- | -------- | ------ |
| 1   | 3  | Troy Corser      | Aprilia  | 50     |
| 2   | 21 | Troy Bayliss     | Ducati   | 40     |
| 3   | 6  | Gregorio Lavilla | Kawasaki | 27     |
| 4   | 1  | Colin Edwards    | Honda    | 23     |
| 5   | 5  | Akira Yanagawa   | Kawasaki | 18     |

### Supersport
| Pos | Nr | Rijder               | Team   | Punten |
| --- | -- | -------------------- | ------ | ------ |
| 1   | 7  | Pere Riba            | Honda  | 25     |
| 2   | 12 | Piergiorgio Bontempi | Yamaha | 20     |
| 3   | 4  | Christian Kellner    | Yamaha | 16     |
| 4   | 37 | Katsuaki Fujiwara    | Suzuki | 13     |
| 5   | 11 | Kevin Curtain        | Honda  | 11     |

2000 · 2001 · 2002 · 2003 · 2004 · 2005 · 2006 · 2007 · 2008 · 2009 · 2010